# 池田家住宅 (大阪市)
池田家住宅（いけだけじゅうたく）は、大阪府大阪市住吉区住吉にある町屋。国の登録有形文化財。大阪市都市景観資源。

## 概要
住吉街道と熊野街道の交差点、住吉大社の東参道四つ辻角に建つ店舗兼住宅。 元禄年間に酒造業を始め、その後味噌醸造を行った。西側1階の屋根には高灯籠があり、虫籠窓、防火のため柱を分厚く覆う土壁が特徴。老舗味噌屋の「住乃江味噌池田屋本舗」として製法を伝承している。建物の保存状態も良く、住吉区の都市景観資源に選定されている。住乃江味噌の起源は明治初期、歯が悪くて食が細くなった当代の母に滋養をつけてもらおうと製造。近所におすそ分けするうち、商品化を勧められ名物となり、明治天皇に献上。大正、昭和両天皇も食したという。

## 文化財
1892年 (明治25年) 建築、木造2階建、瓦葺き、建築面積100平方メートル。1999年 (平成11年) 8月23日、登録有形文化財に登録された。

## 現地情報
- 所在地 - 大阪府大阪市住吉区住吉1丁目9番22号
- 休館日 – 日曜・水曜
- 交通アクセス - 南海高野線住吉東駅より徒歩3分

### 周辺施設
- 生根神社
- 住吉大社
- 日本基督教団大阪住吉教会